# Aurel Moga (politician)
Aurel Moga a fost primar al municipiului Cluj în luna aprilie 1923.